# Kroll (entreprise)
Pour les articles homonymes, voir Kroll.
Kroll Inc. est une entreprise et cabinet de conseil américain. Il a été fondé par 
Jules Kroll (en) en 1972 et est basé à Manhattan. Kroll compte près de 5 000 employés répartis dans 30 pays . C'est l'une des principales entreprises de conseil en sécurité et en risque et stratégie.

## Historique
Kroll a été fondé en 1972 par Jules Kroll en tant que cabinet de conseil au service des départements d'achat des entreprises.
Kroll a commencé à travailler dans le secteur des enquêtes financières dans les années 1980, lorsque des sociétés lui ont demandé de dresser le profil d'investisseurs, de prétendants et de cibles de rachat.
Dans les années 1990, Kroll s'est réorienté vers l'intelligence économique, l'expertise comptable, la vérification d'antécédents, les tests de dépistage de drogues, ou encore la récupération de données électroniques.
En 1997, Kroll a fusionné avec la société de blindage de véhicules O'Gara-Hess & Eisenhardt pour former Kroll-O'Gara. En août 2001, les activités de blindage de véhicules d'O'Gara ont été vendues à Armor Holdings (en), et le nom de la société a été changé en Kroll Inc.
En 2002, Kroll a acquis la société de restructuration Zolfo Cooper pour 153 millions de dollars. À l'époque, Zolfo Cooper travaillait sur le scandale Enron.
En juillet 2004, Kroll a été racheté par la société de gestion des risques Marsh & McLennan Companies dans le cadre d'une transaction de 1,9 milliard de dollars.
En juin 2008, Jules Kroll, le fondateur, quitte l'entreprise. 
Altegrity Risk International (en) a racheté Kroll en 2010 au groupe Marsh & McLennan pour un montant d'1,13 milliard de dollars. Altegrity Risk International est déclaré en faillite en 2015, Kroll est alors racheté par Corporate Risk Holdings LLC. 
En 2018, Duff & Phelps acquiert à son tour Kroll. En 2020, Kroll acquiert les entreprises britanniques Blackrock Expert Services et Lucid, la chinoise Borrelli Walsh et l'américaine Verus Analytics. Duff & Phelps annonce en 2021 unifier ses différentes filiales sous la marque Kroll, renommant ainsi le groupe,.
Depuis le 1er janvier 2021, Jacob Silverman est le PDG de Kroll. L'entreprise a auparavant été dirigée par Emanuele A. Conti.

## Activités en France
En France, Kroll revendique conseiller « plus de 65% du CAC40 » décliné sous forme de cinq services :
- l'évaluation financière,
- l'investigation financière et la gestion des risques,
- le conseil aux contentieux,
- le conseil aux transactions,
- le conseil en régulation financière et conformité.

## Affaires célèbres
Les enquêteurs de Kroll ont participé à l'identification des comptes et biens cachés de plusieurs dirigeants d'Etat, dont Ferdinand Marcos (ancien président des Philippines), Fernando Collor de Mello (ancien président du Brésil) et Jean-Claude Duvalier (ancien président d'Haïti). Des investigations de Kroll, commandées par le gouvernement du Koweït, ont aussi été utilisées en 1991 pour mettre en évidence que le groupe d'édition Hachette avait parmi ses actionnaires indirects des membres de la famille de Saddam Hussein.